# Anput
Anput je božica iz staroegipatske religije, poznata i kao Anupet, Input i Yineput. Njezino je ime ženska inačica imena njezinog supruga Anubisa, s kojim ima kćer Kebehet. Anput je božica pogrebâ i mumifikacije.
Često je prikazivana kao ženka šakala. Prikazivana je i kao žena s likom šakala iznad glave. Veoma rijetko je prikazana kao žena s glavom šakala. Bila je i božica 17. nome Gornjega Egipta.